# Schagerwad
Het Schagerwad, ook wel Rietbos genoemd, is een natuurgebied gelegen aan de Westfriese Omringdijk in het polderlandschap ten noordoosten van de Nederlandse plaats Schagen. In de gemeente Schagen is het het enige als zodanig erkende natuurgebied. Het is eigendom van Staatsbosbeheer.

## Stapsteen
In de Kop van Noord-Holland is het Natuurnetwerk Nederland-gebied Schagerwad een stapsteen in een netwerk van natte natuurverbindingen. Planmatig maakt het deel uit van het beheergebied 'Schagerwad en reservaten rond Kolhorn' dat 220 hectare natte poldernatuur omvat. 

## Riet
Het ruim honderd hectare grote gebied bestaat voor 35 ha. uit rietland en verder vooral  uit drassige oeverlanden. Het riet wordt elk jaar geoogst en staat bekend om zijn uitstekende kwaliteit. Omwille van de rietoogst wordt in de winter het waterpeil verlaagd. In de loop van maart wordt het waterpeil weer verhoogd. Om de grote ecologische waarde van het reservaat in stand te houden hersteld men de oude begreppeling in het gebied.

## Vogels
Het Schagerwad is een belangrijk gebied voor riet-, weide- en watervogels. Het wordt gedurende de trektijd bezocht door steltlopers als de rosse grutto, oeverloper, watersnip, wulp, witgat, goudplevier, kemphaan en de zwarte- en groenpootruiter. Verder broeden er weidevogels als de kievit, tureluur en grutto. Vanuit het Zwanenwater komen hier lepelaars om te foerageren. Ook is het gebied gewild bij overwinterende zwanen, eenden en ganzen.
De twee wielen in het gebied zijn ontstaan na doorbraken van de Westfriese Omringdijk vanuit de Zijpe dat toen nog zee was.